# Indian Railways
Indian Railways (IR) es la empresa ferroviaria nacional de la India operada por el Ministerio de Ferrocarriles. Es una de las instalaciones públicas otorgadas por el gobierno y administra la cuarta red ferroviaria más grande del mundo por tamaño, con una longitud de ruta de 95 981 kilómetros (datos de marzo de 2019). Aproximadamente el 61,62% de las rutas están electrificadas con 25 kV 50 Hz AC de tracción eléctrica de CA, mientras que el 33% de ellos son dobles o de múltiples pistas. El material rodante de Indian Railways consistía en 289 185 vagones de carga, 55 258 vagones de pasajeros y 12 108 locomotoras diésel y eléctricas. IR posee instalaciones de producción de locomotoras y autocares en varios lugares de la India. Indian Railways es la octava empresa más grande del mundo con 1,2 millones de empleados.
Indian Railways (IR) opera más de 20 000 trenes de pasajeros diariamente, tanto en rutas de larga distancia como suburbanas, desde 7321 estaciones en toda la India. Los trenes tienen un sistema de numeración de cinco y cuatro dígitos. Los trenes de correo o expreso, los tipos más comunes, corren a una velocidad promedio de 50,6 kilómetros por hora. La mayoría de los trenes de pasajeros premium como Rajdhani Express y Shatabdi Express funcionan a una velocidad máxima de 140-150 km/h, con Gatiman Express entre Nueva Delhi y Jhansi alcanzando una velocidad máxima de 160 km/h. Los ferrocarriles indios también tienen un tren de velocidad semi-alta llamado Vande Bharat (también conocido como Tren-18) entre Delhi y Benarés o Katra, que registra una velocidad máxima de 180 km/h. En el segmento de carga, IR opera más de 9200 trenes diarios. La velocidad promedio de los trenes de carga es de alrededor de 24 km/h. La velocidad máxima de los trenes de carga varía de 60 a 75 km/h dependiendo de su carga por eje con trenes "contenedores especiales" que funcionan a una velocidad máxima de 100 km/h.
En el año fiscal que finalizó en marzo de 2018, IR transportó 8,26 mil millones de pasajeros y transportó 1,16 mil millones de toneladas de carga. En el año fiscal 2017-18, se proyecta que IR tendrá ingresos de ₹1,874 billones (US$26 billones), que consisten en ₹1,175 billones (US$16 billones) en ingresos por flete y ₹501.25 billones (US$7.0 billones) en ingresos de pasajeros, con un índice operativo del 96.0 por ciento. El gobierno se ha comprometido a electrificar toda su red ferroviaria para 2023, y convertirse en un "ferrocarril de red cero" para 2030.

Ferrocarriles de pasajeros en India (mapa interactivo)

## Historia
Las primeras propuestas ferroviarias para la India se hicieron en Madrás en 1832. El primer tren del país, Red Hill Railway (construido por Arthur Cotton para transportar granito para la construcción de carreteras), partió desde Red Hills hasta el puente Chintadripet en Madrás en 1837. En 1845 Cotton construyó el ferrocarril de construcción de la presa de Godavari en Dowleswaram en Rajahmundry, para suministrar piedra para la construcción de una presa sobre el río Godavari. En 1851, el ferrocarril del acueducto de Solani fue construido por Proby Cautley en Roorkee para transportar materiales de construcción para un acueducto sobre el río Solani.
El primer tren de pasajeros de la India, operado por el Great Indian Peninsula Railway y transportado por tres locomotoras de vapor (Sahib, Sindh y Sultan), corrió 34 kilómetros con 400 personas en 14 vagones en una vía de ancho ancho de 1676 mm entre Bori Bunder (Bombay) y Thane el 16 de abril de 1853. Los viaductos de Thane, los primeros puentes ferroviarios de la India, se construyeron sobre el arroyo Thane cuando la línea Bombay-Thane se extendió a Kalyan en mayo de 1854. El primer tren de pasajeros del este de la India corrió 39 km desde Howrah, cerca de Calcuta, hasta Hoogly el 15 de agosto de 1854. El primer tren de pasajeros en el sur de la India corrió 97 km desde Royapuram-Veyasarapady (Madrás) a Wallajah Road (Arcot) el 1 de julio de 1856.

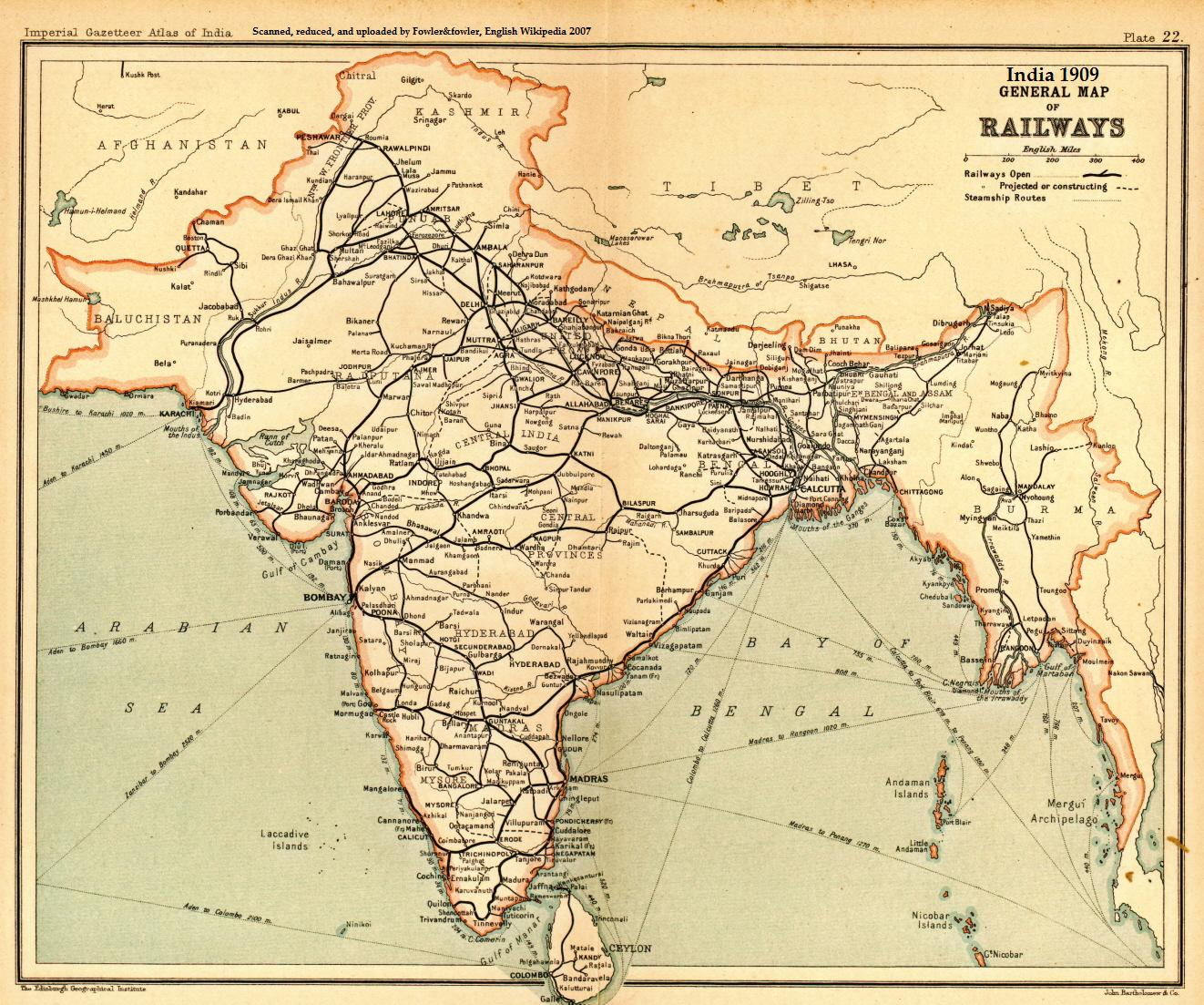
Mapa de Indian Railways de 1909.

El 24 de febrero de 1873, se abrió un tranvía a caballo de 3,8 km en Calcuta entre Sealdah y Armenian Ghat Street. El 9 de mayo de 1874, un tranvía a caballo comenzó a funcionar en Bombay entre Colaba y Parel. En 1897, muchas empresas ferroviarias introdujeron la iluminación en vagones de pasajeros. El 3 de febrero de 1925, el primer tren eléctrico de pasajeros en India corrió entre Victoria Terminus y Kurla.
La organización de los ferrocarriles indios en zonas regionales comenzó en 1951, cuando se crearon las zonas Sur (14 de abril de 1951), Central (5 de noviembre de 1951) y Oeste (5 de noviembre de 1951). Los ventiladores y las luces fueron obligatorios para todos los compartimentos en todas las clases de pasajeros en 1951 y se introdujeron alojamientos para dormir en autocares. En 1956, se introdujo el primer tren con aire acondicionado entre Howrah y Delhi. Diez años después, comenzó el primer servicio de carga en contenedores entre Bombay y Ahmedabad.
En 1974, Indian Railways sufrió una huelga de 20 días, que dañó la economía de la nación.
En 1986, se introdujeron los billetes computarizados y las reservas en Nueva Delhi. En 1988, se introdujo el primer Shatabdi Express entre Nueva Delhi y Jhansi; más tarde se extendió a Bhopal. Dos años después, se introdujo en Nueva Delhi la primera máquina expendedora de billetes de impresión automática (SPTM). En 1993, se introdujeron en IR los trenes de tres niveles con aire acondicionado y una clase para dormir (separada de la segunda clase). El sistema CONCERT de reservas computarizadas se implementó en Nueva Delhi, Bombay y Chennai en septiembre de 1996. En 1998, se introdujeron máquinas de validación de cupones (CVM) en la estación Chhatrapati Shivaji Maharaj Terminus de Bombay. El sistema de conserjería nacional comenzó a funcionar el 18 de abril de 1999. En febrero de 2000, el sitio web de Indian Railways entró en línea. El 3 de agosto de 2002, IR comenzó las reservas de trenes en línea y la emisión de billetes.
El presupuesto ferroviario se presentó dos días antes del presupuesto de la Unión cada año hasta 2016. El 21 de septiembre de 2016, el gobierno de Modi aprobó la fusión de los presupuestos ferroviario y general a partir del año próximo, poniendo fin a una práctica de 92 años de un presupuesto separado para la empresa de transporte más grande del país. El ministro de ferrocarriles, Suresh Prabhu, dijo que su propuesta de fusión era de interés a largo plazo tanto para los ferrocarriles como para la economía del país.
El 31 de marzo de 2017, Indian Railways anunció que toda la red ferroviaria del país estaría electrificada para 2022 o 2023, y se convertiría en un ferrocarril neto cero para 2030.
El 22 de marzo de 2020, Indian Railways anunció un cierre a nivel nacional del servicio ferroviario de pasajeros para combatir la pandemia de coronavirus 2020 en India. Esto se convirtió en parte de un bloqueo nacional para frenar la propagación del nuevo coronavirus. El cierre del ferrocarril inicialmente estaba programado para durar del 23 al 31 de marzo, pero el cierre nacional, según lo anunciado por el primer ministro Narendra Modi el 24 de marzo, duraría 21 días. La red ferroviaria nacional mantiene sus operaciones de carga durante el cierre para transportar bienes esenciales. El 29 de marzo, Indian Railways anunció que comenzaría el servicio de trenes de paquetería especiales para transportar mercancías esenciales, además del servicio de carga regular. El operador ferroviario nacional también ha anunciado planes para convertir los autocares en salas de aislamiento para pacientes de COVID-19.

## Lecturas relacionadas
- Aguiar, Marian. Tracking Modernity: India's Railway and the Culture of Mobility  (University of Minnesota Press; 2011) 226 páginas; recurre a la literatura, el cine y otros ámbitos para explorar el papel del ferrocarril en la imaginación india. extracto y búsqueda de texto
- Bear, Linda. Lines of the Nation: Indian Railway Workers, Bureaucracy, and the Intimate Historical Self (2007)  extracto y búsqueda de texto
- Kerr, Ian J. Railways in Modern India (2001) extracto y búsqueda de texto
- Kerr, Ian J. Engines of Change: The Railroads That Made India (2006)
- Kumar, Sudhir, and Shagun Mehrotra. Bankruptcy to Billions: How the Indian Railways Transformed Itself (2009)
- «IRFCA : FAQ - Table of Contents». Indian Railways Fan Club. Consultado el 19 de junio de 2005.
- «IRCTC». Indian Railways. Archivado desde el original el 18 de junio de 2020. Consultado el 19 de junio de 2005.